# Semión Dezhniov
Semión Ivánovich Dezhniov (también transliterado como Dezhnev) (en ruso Семён Ива́нович Дежнёв, ca. 1605-Moscú, 1672) fue un explorador ruso de Siberia que en 1648 lideró una expedición en la que fue el primer europeo que dobló el promontorio más oriental de Asia y navegó a través del estrecho de Bering, descubriendo que Asia no estaba unida por tierra con Alaska. En 1648 navegó desde la boca del río Kolymá, en el océano Ártico, hasta el río Anádyr, en el océano Pacífico. Su hazaña fue olvidada durante casi cien años y Vitus Bering se llevó el crédito por el descubrimiento del estrecho que ahora lleva su nombre. 

## Biografía

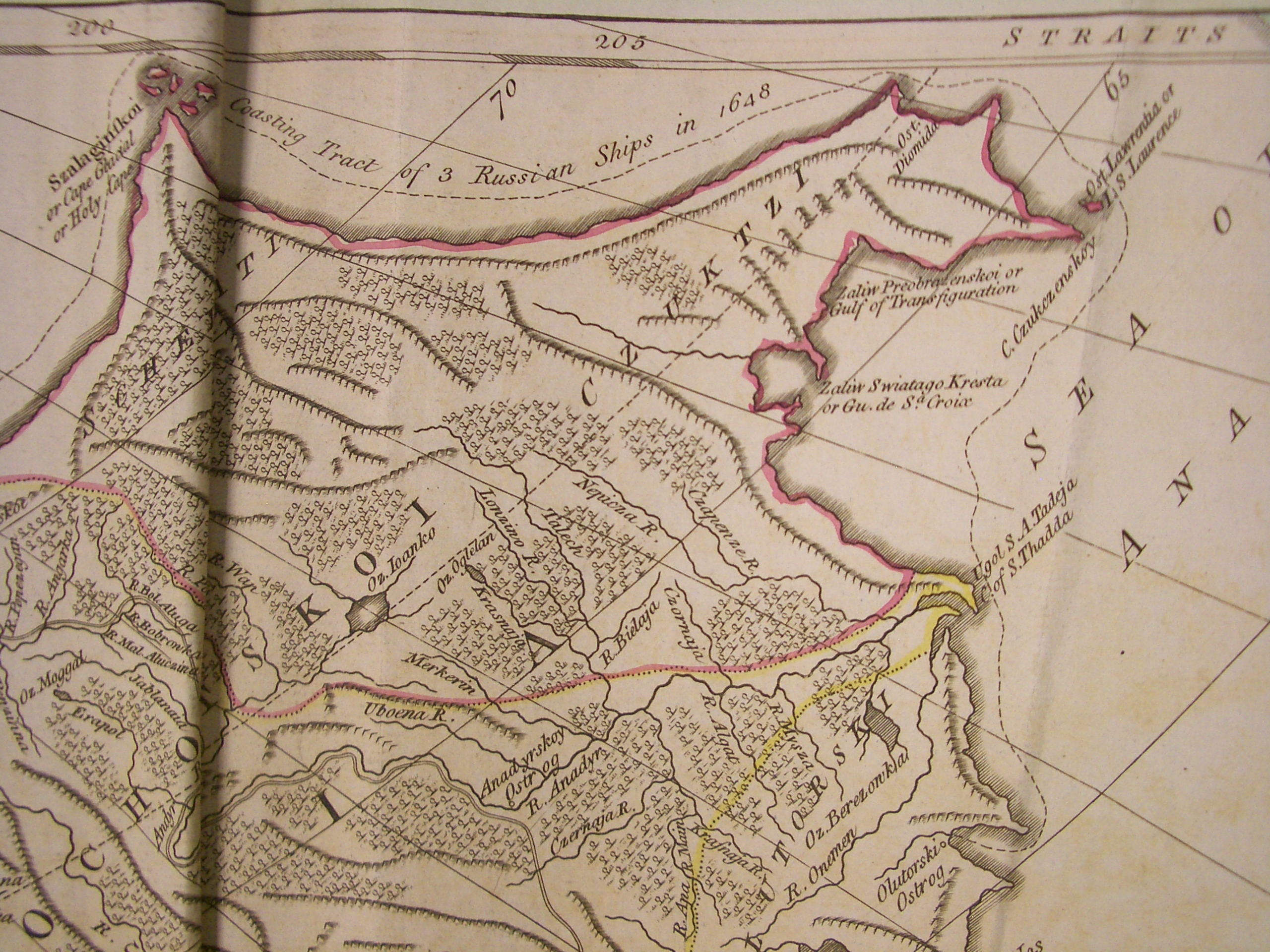
Un antiguo mapa (1773) de Chukotka, que muestra la ruta de la expedición de Dezhniov de 1648.

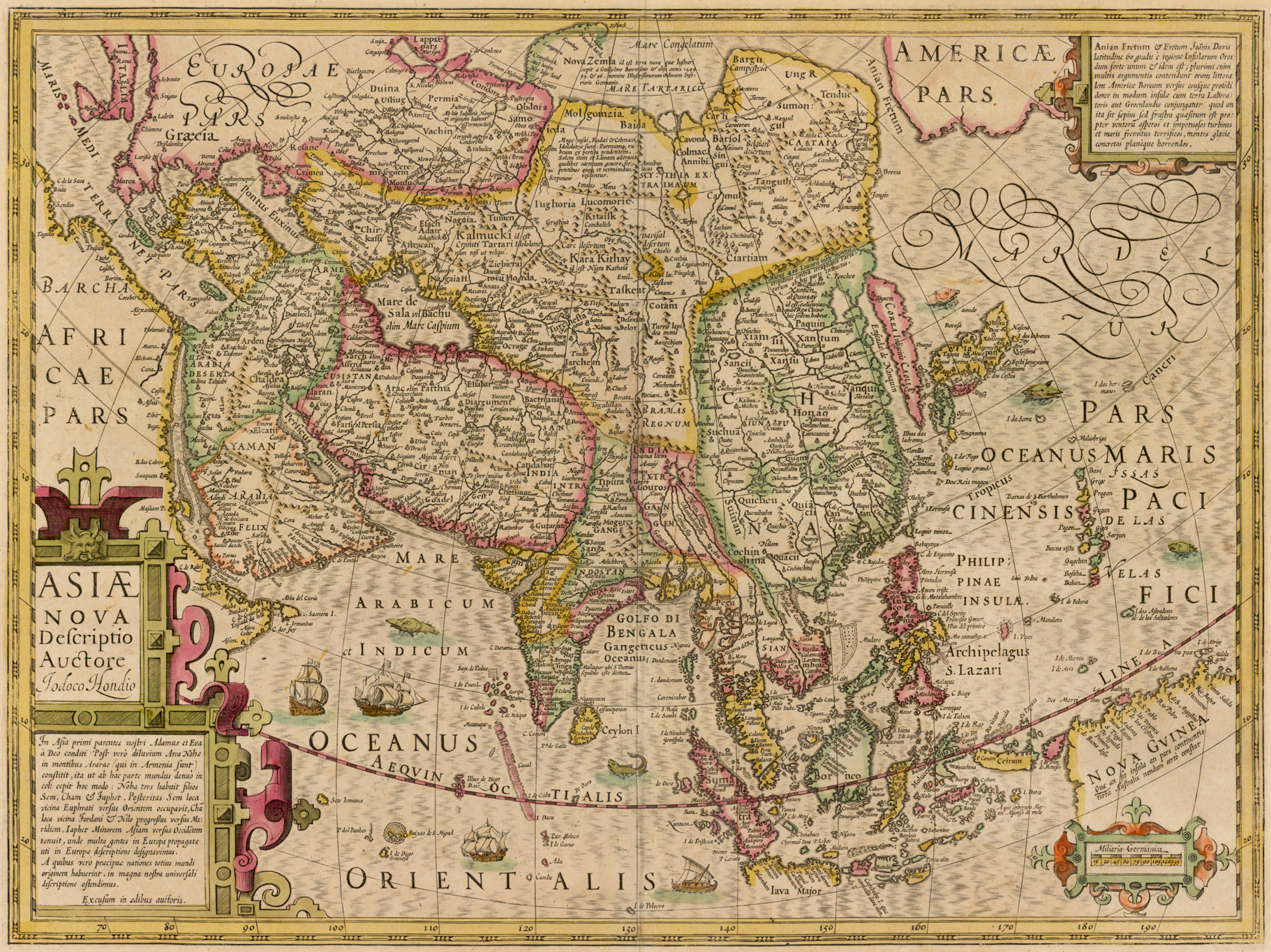
Un mapa de 1610 de Jodocus Hondius mostrando el estrecho de Anián (Anián Fretum) en la ubicación aproximada del estrecho de Bering.

Los biógrafos de Semión Dezhniov han concluido que nació a comienzos del siglo XVII en la región de los pomor, en Veliki Ústiug o el pueblo de Pinega, en el norte de Rusia, en una familia cosaca. Como muchos de sus compatriotas norteños emprendedores en esa época, Dezhniov parece haber ido a Siberia en búsqueda de fortuna hacia 1630. En algún momento se convirtió en un sirviente o agente del gobierno. En 1638, la primera fecha cierta, se trasladó de Yeniseysk a Yakutsk, a orillas del río Lena, donde se casó con una mujer de Yakutia y pasó los siguientes tres años recaudando los tributos de los nativos. En 1641 se trasladó al noreste a un recién descubierto afluente del río Indigirka, casi en la desembocadura, donde sirvió a las órdenes del también comerciante cosaco, Mijaíl Stadujin. Encontrando pocas pieles y nativos hostiles y escuchando noticias que hablaban de un río rico en el este, él y Stadujin navegaron aguas abajo por el Indigirka, y luego a lo largo de la costa, hasta la desembocadura del río Kolymá, que remontaron y donde construyeron en 1643 un fuerte (ostrog). El río Kolymá pronto demostró ser una de las zonas más ricas en el este de Siberia y en el año 1647 ya 396 hombres pagaron impuestos y 404 hombres más recibieron pasaportes para viajar desde Yakutsk a Kolymá. 
Desde aproximadamente 1642, los rusos comenzaron a oír hablar de un «río Pogycha», localizado al este y que desembocaba en el Ártico y era rico en pieles de marta, mineral de plata y huesos preciosos (marfil de morsas) y barbas de ballena. Un intento en 1646 de llegar a él fracasó. En 1647 Fedot Alekséyev Popov, un agente de un comerciante de Moscú, organizó una expedición y llevó a Dezhniov porque era un funcionario del gobierno muy conocido por su experiencia y valor. La expedición llegó el mar, pero tuvo que regresar debido al espesor de la banquisa. 
El siguiente año de nuevo lo volvieron a intentar: Dezhniov y Fedot Alekséyev Popov (un compañero del norte de Jolmogory), lideraron una nueva expedición. El 20 de junio de 1648 (según el calendario antiguo, el 30 de junio del nuevo calendario) entre 90 y 105 hombres a bordo de 7 koches (el barco típico de los pomor apto para navegar en aguas con hielo) (Oglobin menciona seis) partieron de (muy probablemente) Srednekolymsk y navegaron río abajo hasta el Ártico. El siguiente año se supo por algunos cautivos que dos de los koches habían sido destruidos y los supervivientes asesinados por los nativos. Otros dos koches más se perdieron de una manera de la que nada se sabe. Algún tiempo antes del 20 de septiembre (calendario antiguo) rodearon un gran promontorio de roca. Aquí el koch de Ankudinov fue destruido y los sobrevivientes fueron trasladados a los dos koch que aún quedaban. A principios de octubre se levantó una tormenta y el koch de Fedot desapareció. (En 1653/54, Dezhniov capturó a los coriacos a una mujer yakut que había acompañado a Fedot desde el río Kolymá. Ella dijo que Fedot había muerto de escorbuto, que varios de sus compañeros fueron asesinados por los coriacos y que el resto huyó en pequeñas embarcaciones a un destino desconocido). El koch de Dezhniov fue impulsado por la tormenta y fue finalmente destruido en algún lugar al sur de la boca del río Anádyr. Los restantes 25 hombres vagaron por un país desconocido durante 10 semanas hasta que llegaron a la desembocadura del Anádyr. Doce hombres remontaron el Anádyr y, tras caminar durante 20 días, sin encontrar nada, emprendieron el regreso. Sólo tres de los hombres, los más fuertes, regresaron con Dezhniov y del resto nunca se supo más. En la primavera o principios del verano de 1649, los doce hombres restantes construyeron botes con la madera a la deriva y remontaron el Anádyr. Alrededor de 320 kilómetros río arriba, construyeron una «zimov'ye» (cuarteles de invierno) en el sitio conocido como Ostrog Anádyrsk, en algún lugar cerca de Anadyrsk y sometieron a los locales anauls a pagar tributo. Allí fueron efectivamente abandonados. 
En 1649 los rusos establecidos en la cuenca del Kolymá remontaron el río Aniuy, un ramal del río Kolymá, y aprendieron que se podía viajar desde su nacimiento hasta la cabecera del Pogycha-Anádyr. En 1650 Stadujin y Semión Motora siguieron ese camino y se toparon con el campamento de Dezhniov. La ruta por tierra era claramente superior a la ruta marítima que había seguido Dezhniov, y por eso nunca más fue utilizada. Dezhniov pasó los siguientes años explorando en la zona y recaudando los tributos de los nativos. En la región del Kolymá se establecieron más cosacos, Motora fue asesinado y Stadujin se fue al sur para encontrar el río Penjina. Dezhniov encontró una colonia de morsas en la boca del Anádyr y finalmente consiguió más de 2 toneladas de marfil de morsa. 
En 1659 Dezhniov transfirió su autoridad a Kurbat Ivanov, el descubridor del lago Baikal. En 1662 estaba en Yakutsk. En 1664 llegó a Moscú a cargo de una remesa de tributos. Más tarde sirvió en el río Olenyok y en el río Vilyuy. 
A principios de 1670, el príncipe Boriatinski (gobernador de Yakutsk) confió a Dezhniov una misión a Moscú. Dezhniov debía entregar allí el «Tesoro del sable» (47.164 rublos, cuando la paga de un soldado era de unos 5 rublos al año) y documentos oficiales. Le llevó un año y cinco meses realizar ese viaje con éxito. Rondaba ya los 60 años (una edad avanzada para su época) y las viejas heridas recibidas durante su servicio en las fronteras de Rusia y el trabajo duro minaron su salud. Después de una enfermedad severa Dezhniov murió en Moscú a finales de 1672.

## Un descubrimiento y su re-descubrimiento
Al menos desde 1575 los geógrafos europeos habían oído hablar de un estrecho de Anián que conectaría el Pacífico y el Atlántico. Algunos lo suponían en el estrecho de Bering y otros que iba desde el golfo de California hasta la bahía de Baffin. La fuente de esta historia es desconocida ya que no es cierto que los rusos de Siberia hubiesen oído hablar de él. 
Dezhniov era analfabeto o semi-alfabetizado y probablemente no comprendió la importancia de lo que había hecho. El ciertamente no sabía que no había navegado a través de Alaska, demostrando que no había puente terrestre al norte o al sur ni comparaba sus conocimientos de lo que los geógrafos sabían. En ninguna parte dijo haber descubierto el extremo oriental de Asia, sino simplemente que había redondeado un gran cabo rocoso en su camino al Anádyr. En sus informes, Dezhniov dio la descripción del legendario «Promontorio Tabin», cuya existencia fue intuida por varios geógrafos antiguos, y también describió dos islas de los nativos chukchi («zubatykh Ostrova»), ahora conocidas como las islas Diómedes (un grupo de dos islas situadas entre Asia y Alaska, en lo que ahora se conoce como estrecho de Bering: Diómedes Mayor, al oeste y Diómedes Menor, en el este). Recogió datos etnográficos interesantes sobre los nativos chukchi («zubatiye») que adornaban su labio inferior con pedazos de colmillos o de huesos de ballena. 
Dezhniov realizó informes para Yakutsk y Moscú, pero fueron ignorados, probablemente porque su ruta marítima no era práctica. Durante los siguientes 75 años versiones confusas de la historia Dezhniov circularon en Siberia. Los primeros mapas de Siberia están muy distorsionados, pero la mayoría muestran una conexión entre el Ártico y el Pacífico. Unos pocos tienen indicios de Dezhniov. Viajeros neerlandeses oyeron hablar de un cabo helado ('Ice Cape') en el extremo oriental de Asia. Bering había oído una historia sobre algunos rusos que habían zarpado del Lena y llegado a Kamchatka. Vitus Bering en 1728 entró en el estrecho de Bering y, por informar de esto a Europa, adquirió crédito por el descubrimiento. En 1736, el historiador y etnógrafo alemán Gerhard Friedrich Müller encontró informes de Dezhniov en los archivos de Yakutsk y partes de su historia comenzaron a filtrarse de nuevo a Europa. En 1758 publicó «Nachricten von Seereisen ....», que hizo de la historia Dezhniov de conocimiento general. En 1890 Oglobin encontró algunos documentos más en los archivos. En 1898, después de una petición de la Sociedad Geográfica Rusa, el cabo del este de Asia se cambió oficialmente de nombre por el de cabo Dezhneva. En la década de 1950 algunos de los originales que había copiado Muller fueron descubiertos en los archivos de Yakutsk. 
Al menos desde 1777 varias personas han dudado de la historia Dezhniov. Las razones son: 1º) la pobre documentación; 2º) el hecho de que nadie fue capaz de repetir la ruta de Dezhniov hasta Adolf Erik Nordenskjöld en 1878/79 (el año 1648 probablemente fue un año cálido, inusualmente libre de hielo); 3º) el hecho de que los documentos que pueden leerse solo dan a entender que Dezhniov dobló un cabo en la costa ártica, que naufragó en esa costa y que deambuló durante 10 semanas al sur del Anádyr. La mayoría de los estudiosos parecen estar de acuerdo en que la historia Dezhniov como se conoce es básicamente cierta. 
Existe la posibilidad que una parte de la expedición de Dezhniov descubriera el continente americano, alcanzando Alaska e incluso que fundaran un campamento allí, aunque hay otras expediciones rusas consideradas mejores candidatas de ese descubrimiento.
Un cráter en Marte fue bautizado con su nombre.